# Wymysłów (Katowice)
Wymysłów – część Katowic, położna w zachodnim rejonie miasta, w dzielnicy Ligota-Panewniki, nad Kłodnicą i Ślepiotką. 
Powstała w XIV wieki jaki przysiółek Panewnik i przez długi czas osada ta miała charakter głównie rolniczy. W 1951 roku Wymysłów wraz z całą gminą Panewniki włączono do Katowic i od tego czasu powstało tutaj szereg budynków jedno- i wielorodzinnych, stając się częścią głównie o charakterze mieszkaniowym.

## Historia

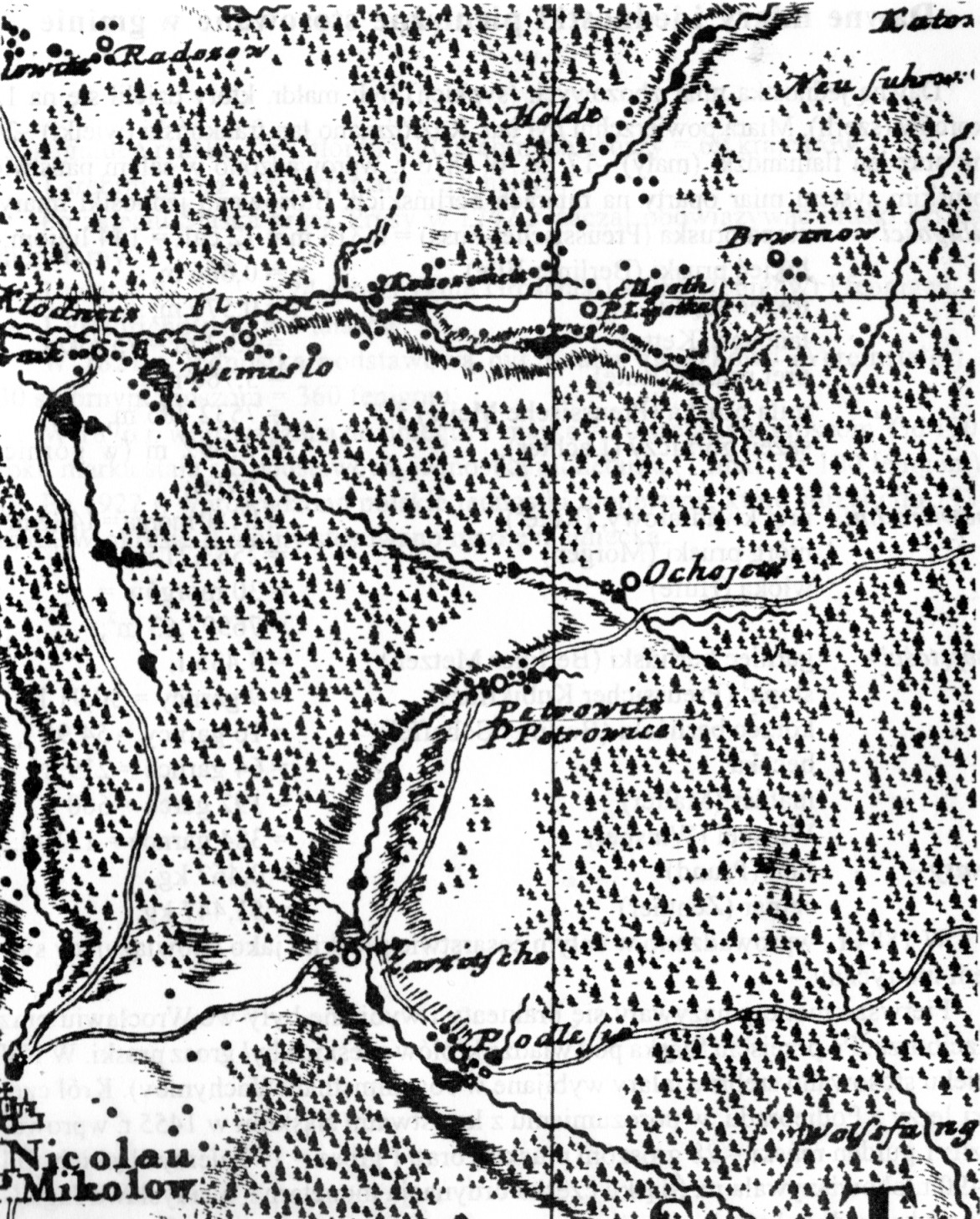
Fragment mapy Johanna Wolfganga Wielanda i Mattheusa von Schubartha Atlas Silesiae... z 1752 roku, na której zaznaczono m.in. Wymysłów

Wymysłów powstał w XIV wieku jako kolonia Panewnik pomiędzy Kłodnicą a Ślepiotką, a jej powstanie łączy się prawdopodobnie z rozwojem istniejącej wówczas kuźnicy w sąsiednim Kokocińcu. Pierwsza pisana wzmianka o Wymysłowie pochodzi z 1681 roku z metryki parafialnej parafii św. Wojciecha w Mikołowie. 
Na mapie Johanna Homanna wydanej w 1750 roku w połowie drogi pomiędzy Panewnikami (Starymi) a Kokocińcem zaznaczono grupę około sześciu chałup po południowej stronie Kłodnicy. Pod koniec VIII wieku w Wymysłowie mieszkało ośmiu zagrodników i chałupników pozbawionych koni. Osada ta należała wówczas o hrabiego z rodu Promnitzów. 
Wymysłów miał charakter typowo rolniczy, o czym świadczyła obecność drewnianego budownictwa, którego fragmenty przetrwały do lat 40. XX wieku. W latach międzywojennych nastąpiła niewielka rozbudowa miejscowości – w tym też okresie wybudowano domy jednorodzinne w rejonie ulic gen. J. Bema i Wymysłów. W dolinie Ślepiotki została założona przystań kajakowa i restauracja. W dniu 1 kwietnia 1951 roku Wymysłów wraz z całą gminą Panewniki włączono do Katowic. 
W czasach Polski Ludowej nowe osiedla mieszkaniowe w Wymysłowie wznoszono pomiędzy dawnymi gospodarstwami. Zabudowa jednorodzinna powstała latach 70. XX wieku w rejonie ulicy gen. J. Bema i w latach 80. XX wieku w rejonie ulicy Bałtyckiej. W latach 1977–1983 również w rejonie ulicy Bałtyckiej Spółdzielnia Mieszkaniowa „Silesia” wybudowała dwa zespoły domów jednorodzinnych w zabudowie zwartej, a w latach 1981–1984 Spółdzielnia Mieszkaniowa „Górnik” zbudowała osiedle mieszkaniowe z wielkiej płyty.
Po 1989 roku w Wymysłowie zaczęły powstawać nowe, liczne osiedla mieszkaniowe. Spośród nich, przy ulicy Bałtyckiej w latach 2007–2008 zaczęto budowę osiedla Uroczysko, którego inwestorem był a spółka J.W. Construction Holding. Inwestor zrealizowano łącznie sześć budynków,. W 2014 roku nowym inwestorem została spółka Dombud, rozbudowując osiedle pod nową nazwą – Zielone Panewniki. Osiedle ukończono do 2019 roku

## Charakterystyka

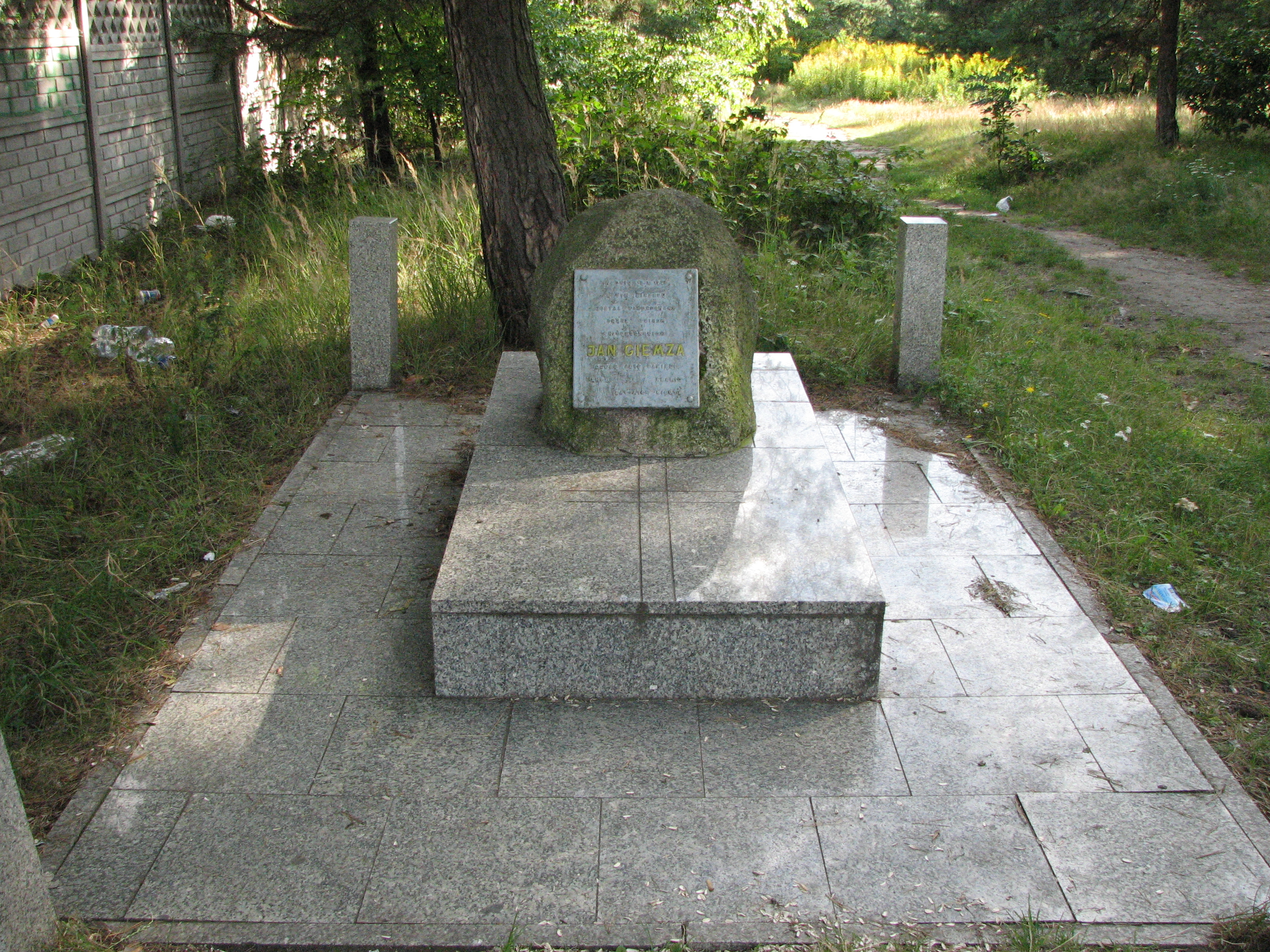
Symboliczna mogiła Jana Giemzy przy ulicy Bałtyckiej w Wymysłowie

Wymysłów znajduje się w rejonie ulic: Partyzantów, Panewnickiej i Bałtyckiej w Katowicach i jest jedną z części dzielnicy Ligota-Panewniki. Geograficznie obszar miejscowości położony jest na Wyżynie Katowickiej, którego podłoże budują skały karbońskie. Położony jest pomiędzy Kłodnicą a Ślepiotką, w sąsiedztwie Lasów Panewnickich.
Zasadniczą funkcją tej części miasta jest funkcja mieszkaniowa połączona z funkcjami usługowymi o znaczeniu lokalnym. Według stanu z połowy 2023 roku placówkę bądź siedzibę w rejonie Wymysłowa miały m.in.: sklep sieci Lidl (ul. Panewnicka 238; otwarty 4 marca 2021 roku), zakłady metalowe (ul. Panewnicka 375) czy producent wibroizolatorów (ul. Bałtycka 97a). Funkcjonują tu też gabinety lekarskie i weterynaryjne.
Zabudowa Wymysłowa składa się z domów jedno- i wielorodzinnych. Przy ulicy Panewnickiej 274 na wysokości Wymysłowa stoi wybudowana około 1920 roku kapliczka wnękowa, murowana z kamienia i cegły, wewnątrz której umieszczono figurkę Najświętszego Serca Pana Jezusa. Znajduje się tu też jedno miejsce pamięci, położone przy ulicy Bałtyckiej. Jest nim symboliczna mogiła Jana Giemzy, umieszczona w miejscu, w którym został zamordowany przez hitlerowców 13 października 1944 roku.  
Główną trasą w Wymysłowie jest ulica Panewnicka, która stanowi część jednego z głównych ciągów komunikacyjnych Katowic (tj. ciąg ulic: Kolejowa – Panewnicka). Przez Wymysłów kursują autobusy transportu miejskiego realizowane na zlecenie ZTM-u. Na ulicy Panewnickiej znajduje się dwustanowiskowy przystanek Panewniki Wymysłów, z którego według stanu z połowy 2023 roku odjeżdżały autobusy 5 linii (w tym jedna nocna).  
W 2007 roku Wymysłów zamieszkiwało około 2,4 tys. osób.
Mieszkańcy Wymysłowa wyznania rzymskokatolickiego przynależą do parafii św. Antoniego z Padwy w Starych Panewnikach.